# Фонон

Нормальні моди розповсюдження коливань у кристалі. Амплітуда коливань збільшена для кращого спостереження; в реальному кристалі вона набагато менша ніж період ґратки.

Фоно́н — квазічастинка в кристалічному твердому тілі, яка є хвилею коливань атомів навколо їхніх рівноважних положень.
Фонони грають велику роль у фізиці твердого тіла, оскільки великою мірою зумовлюють теплопровідність кристалів і обмежують електричну провідність.

## Фізична природа

Закон дисперсії акустичних фононів

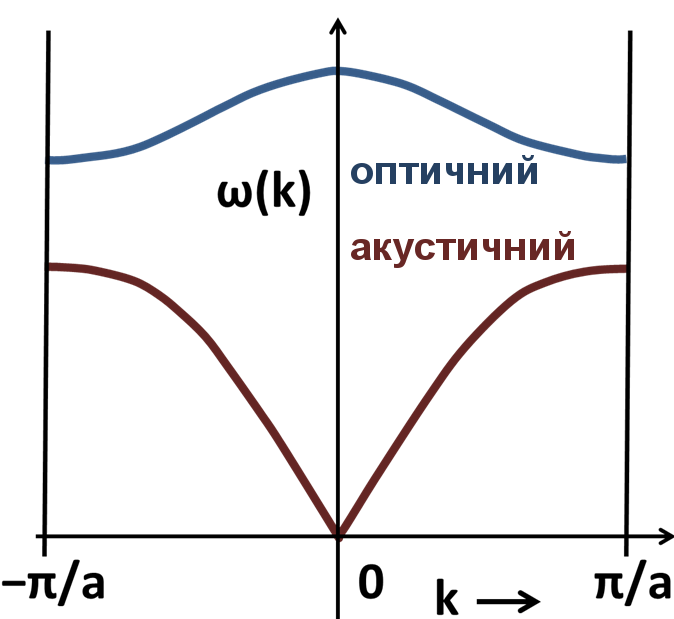
Закон дисперсії лінійного двоатомного ланцюжка, на якому видно гілки як акустичних, так і оптичних фононів

При скінченній температурі атоми кристалічної ґратки хаотично рухаються, зміщуючись із положень рівноваги. Зміщений атом штовхає сусідні атоми, ті, своєю чергою, теж зміщуються і штовхають наступні. В результаті кристалом поширюється хвиля зміщень, яка називається фононом.
Фонон характеризується квазі-імпульсом, який визначає напрям розповсюдження й довжину хвилі, а також частотою коливань. Залежність частоти від квазі-імпульсу називається законом дисперсії. Як правило, у кристалах існує кілька дисперсійних гілок, а саме 3N, де N — число атомів у елементарній комірці кристала.
Для трьох гілок частота коливань лінійно залежить від квазі-імпульсу в області малих квазі-імпульсів (Γ-точка зони Брілюена). Така залежність характерна для законів дисперсії звуку чи світла. Ці три гілки називаються акустичними фононами. У випадку акустичних фононів елементарна комірка зміщується при коливаннях як одне ціле.
Решта 3N-3 гілки мають ненульову частоту коливань навіть при нульовому значенні квазі-імпульсу. Ці гілки називаються оптичними фононами. Своєю назвою вони завдячують тому факту, що багато з них сильно взаємодіють зі світлом, проявляючись в оптичних спектрах в інфрачервоному діапазоні. Оптичні фонони характеризуються тим, що атоми одної елементарної комірки зміщуються один відносно іншого.

## Вимірювання
Фононні спектри кристалів вивчають за допомогою розсіювання нейтронів.